# Йосиф Яримович
Йосиф Яримович (ім'я також Йосип; 9 червня 1882, Новосілка кут — 30 червня 1946, Херсон) — український греко-католицький священник, довголітній парох с. Настасів, жертва радянських репресій. Слуга Божий.

## Життєпис
Йосиф Яримович народився 9 червня 1882 року в селі Новосілка кут Підгаєцького повіту (нині с. Новосілка Підгаєцького району Тернопільської області) в сім'ї місцевого священника Луки Яримовича (1848—1930) і його дружини Елеонори, дочки о. Йосифа Онишкевича, пароха с. Сарники горішні на Рогатинщині. Навчався у народній школі в рідному селі і Бережанській гімназії (упродовж 1892—1900 років; іспит зрілості склав 29 травня 1900). Восени 1900 року вступив до Львівської духовної семінарії і розпочав навчання на Богословському факультеті Львівського університету. Наступного року у зв'язку із сецесією українських студентів Львівського університету перейшов на богословський факультет Віденського університету (там закінчив 2-й рік богослов'я). У 1902 році повернувся до Львова і в 1904 році завершив богословські студії. Одружився з Марією дочкою о. Івана Зафійовського, пароха с. Бариш на Бучаччині. Виховували четверо дітей.
Ієрейське рукоположення отримав 31 січня 1909 року. Першим місцем душпастирської праці була парафія в селі Ушковичі на Перемишлянщині, де з 8 лютого 1909 року до 15 січня 1911 року він був сотрудником. Потім працював у місті Скалат на Тернопільщині (з 16 січня 1911 року) — був адміністратором парафії і катехитом в народних школах та приватній реальній гімназії. З 1914 до 1918 року був адміністратором парафії в селі Біле Перемишлянського повіту, а в 1918—1926 роках — парохом у селі Насташине Рогатинського повіту. З 1926 року останньою парохією отця Йосифа Яримовича було с. Настасів на Тернопільщині. З приходом на нову парафію з усією енергією взявся за благоустрій парафіяльної садиби і розпис церкви Вознесіння Господнього. Церква була побудована ще 1902 року, проте через брак коштів і воєнні події Першої світової війни так і не була розмальована. Розписом займався спочатку Дем'ян Горняткевич з Андрієм Наконечним і Михайлом Зорієм, а після недовгої перерви завершував Северин Борачок. На парафії організував Братство Найсвятіших Тайн, яке на початок 1936 року було одним із найбільших в деканаті (302 особи). Був діяльним у кооперативі «Єдність». У 1930 році завдяки о. Яримовичу в селі не були розквартировані польські улани і таким чином вдалося уникнути пацифікації.
З приходом радянських військ на Галичину у вересні 1939 році розпочалися арешти. Арештований 26 грудня 1939 року, проте після 40 днів утримування в Тернопільській тюрмі за браком конкретних доказів був відпущений на волю. Вдруге заарештований 30 жовтня 1945 року і відправлений в камеру попереднього ув'язнення в Микулинцях, а згодом у тюрму м. Чорткова. 26 січня 1946 року військовий трибунал НКВС Тернопільської області засудив його до 7 років ув'язнення за ст. 54-2 і 54-3 Кримінального кодексу УРСР. Помер 30 червня 1946 року в Херсонській виправно-трудовій колонії МВС № 13.
Реабілітований 12 травня 1992 року.

### Беатифікаційний процес
Від 2001 року триває беатифікаційний процес прилучення о. Йосифа Яримовича до лику блаженних.

## Зауваги
1. ↑  Дата і місце народження подається за: ЦДІАУЛ, ф. 201, оп. 5, спр. 455: Анкети, характеристики, листи та інші документи священиків з прізвищами на літеру «Я». — арк. 42 — Анкета о. Йосифа Яримовича.